# سالوری
سالوری (انگلیسی: Salora) شرکت الکترونیک فنلاندی است، که در سال ۱۹۲۸ تأسیس شد.